# Anne Kjersti Suvdal
Anne Kjersti Suvdal (* 30. Juli 1987 in Gjøvik, Norwegen) ist eine ehemalige norwegische Handballspielerin, die dem Kader der norwegischen Nationalmannschaft angehörte.

## Karriere
Anne Kjersti Suvdal schloss sich im Alter von 17 Jahren dem norwegischen Erstligisten Nordstrand IF an, wo sie gemeinsam mit Mia Hundvin auf der Position Linksaußen spielte. Zur Saison 2007/08 wechselte die Rechtshänderin zum Ligakonkurrenten Gjerpen IF. Nachdem Suvdal zwei Spielzeiten für Gjerpen aufgelaufen war, kehrte sie zu Nordstrand zurück. In der Saison 2013/14 stand sie beim dänischen Erstligisten Viborg HK unter Vertrag. Mit Viborg gewann sie die dänische Meisterschaft, den dänischen Pokal sowie den Europapokal der Pokalsieger. Anschließend schloss sich Suvdal dem norwegischen Verein Oppsal IF an. Aufgrund ihrer Schwangerschaft pausierte sie ab Januar 2016. Suvdal schloss sich im Sommer 2017 dem norwegischen Erstligisten Storhamar Håndball an. Aus familiären Gründen verließ sie im November 2017 den Verein und beendete ihrer Karriere.
Anne Kjersti Suvdal lief 8-mal für die norwegische Jugendnationalmannschaft auf. Am 7. April 2006 gab sie ihr Debüt für die norwegische Nationalmannschaft. Suvdal gewann mit Norwegen 2006 die Europameisterschaft.

## Privates
Anne Kjersti Suvdal ist mit dem Fußballspieler Petter Vaagan Moen liiert. Das Paar hat eine gemeinsame Tochter.